# Aurikel
Die Aurikel oder Alpenaurikel (Primula auricula) ist eine Pflanzenart, die zur Gattung der Primeln (Primula) und zur Familie der Primelgewächse (Primulaceae) gehört. Regional, zum Beispiel in Bayern, wird auch die Gartenprimel als Aurikel bezeichnet.

## Beschreibung

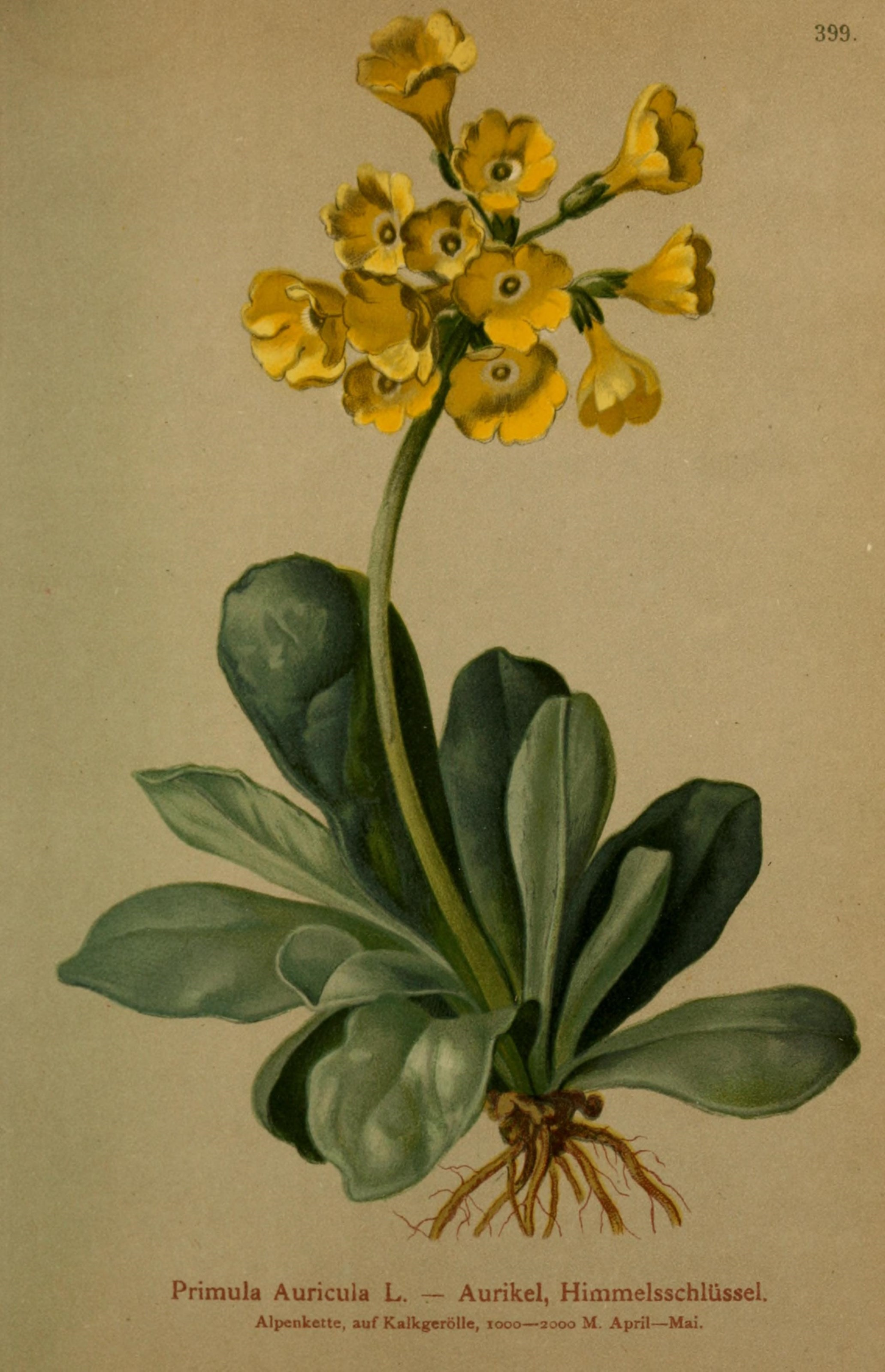
Illustration aus Atlas der Alpenflora

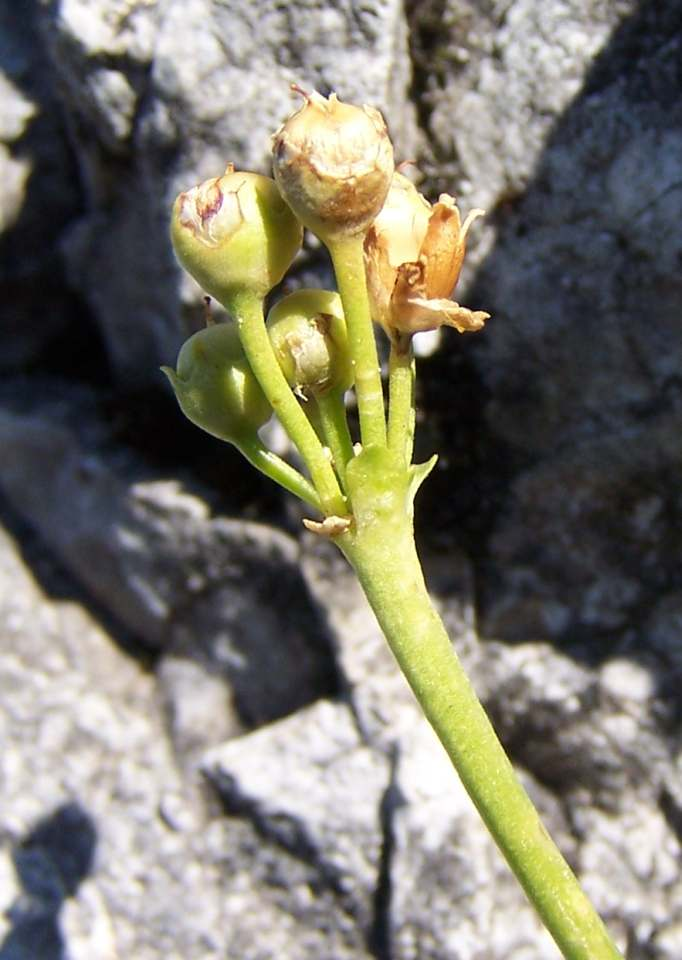
Fruchtstand mit Kapselfrüchten

### Vegetative Merkmale
Die Aurikel wächst als immergrüne, ausdauernde krautige Pflanze, erreicht Wuchshöhen von 5 bis 25 Zentimetern und ist somit die größte alpine Primel-Art. Die Pflanzenteile der Aurikel sind höchstens wenig mehlig bestäubt.
Die Laubblätter sind in einer grundständigen Rosette angeordnet. Die einfache Blattspreite ist bei einer Länge von 2 bis 12 Zentimetern schmal verkehrt-eiförmig bis lanzettlich. Der Blattrand ist gekerbt oder ganzrandig. Die Oberfläche ist glänzend, trocken graugrün und wie der Rand spärlich mit kurzen, unter 0,2 Millimeter langen Drüsenhaaren bedeckt. Die wasserspeichernden Laubblätter besitzen manchmal einen deutlichen Knorpelrand, sind fleischig, relativ dick und besitzen eine Wachsschicht, die vor Sonneneinstrahlung schützt sowie die Verdunstung einschränkt.

### Generative Merkmale
Vier bis zwölf Blüten stehen in einem doldigen Blütenstand zusammen. Die schwach bis stark duftenden, zwittrigen Blüten sind bei einem Durchmesser von 15 bis 25 Millimetern  radiärsymmetrisch und fünfzählig mit doppelter Blütenhülle. In seltenen Fällen können auch bis über 20 Einzelblüten je Dolde auftreten, besonders bei gutem Nährstoffangebot. Die fünf Kelchblätter sind glockenförmig verwachsen. Der Kelch ist knapp halb so lang wie die Kronröhre. Die fünf hellgelben Kronblätter sind zu einer Kronröhre verwachsen, die in fünf ausgebreiteten Kronzipfeln endet.

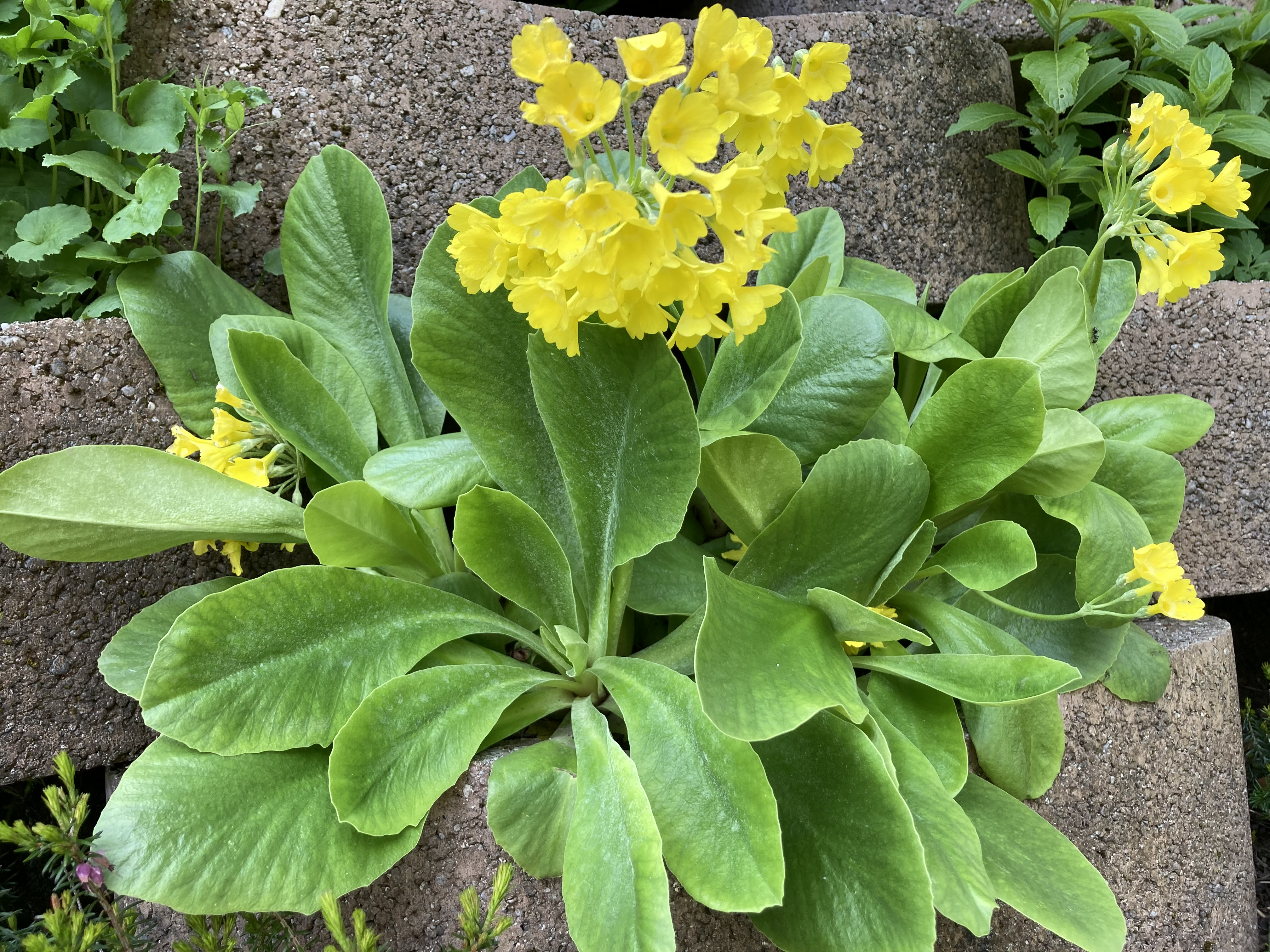
Aurikel-Stock mit besonders vielblütigen Dolden in privatem Alpenblumengarten in Seefeld in Tirol

Die Kapselfrüchte sind kugelig und enthalten braun-schwarze, bis 1,5 Millimeter lange Samen.
Die Blütezeit reicht von April bis Juni, die Fruchtreife von September bis Oktober.
Die Chromosomenzahl beträgt 2n = 62, 63, 64 oder 66.

## Ökologie
Die Aurikel ist ein ausdauernder Hemikryptophyt und eine Rosettenpflanze mit kräftigem Rhizom. Vegetative Vermehrung erfolgt durch das Rhizom. Die immergrünen, sukkulenten Blätter dienen im Winter als Stärkespeicher. Die Aurikel ist ein Tiefwurzler.
Die Blüten sind homogame „Stieltellerblumen mit eingeschlossenen Staubbeuteln und Narben“. Bestäuber der wohlriechenden Blüten sind meist Hummeln, seltener Schmetterlinge. Langgriffelige Blüten, bei denen beim Abfallen der Blütenkrone Selbstbestäubung möglich sein soll, blühen vor den kurzgriffeligen.

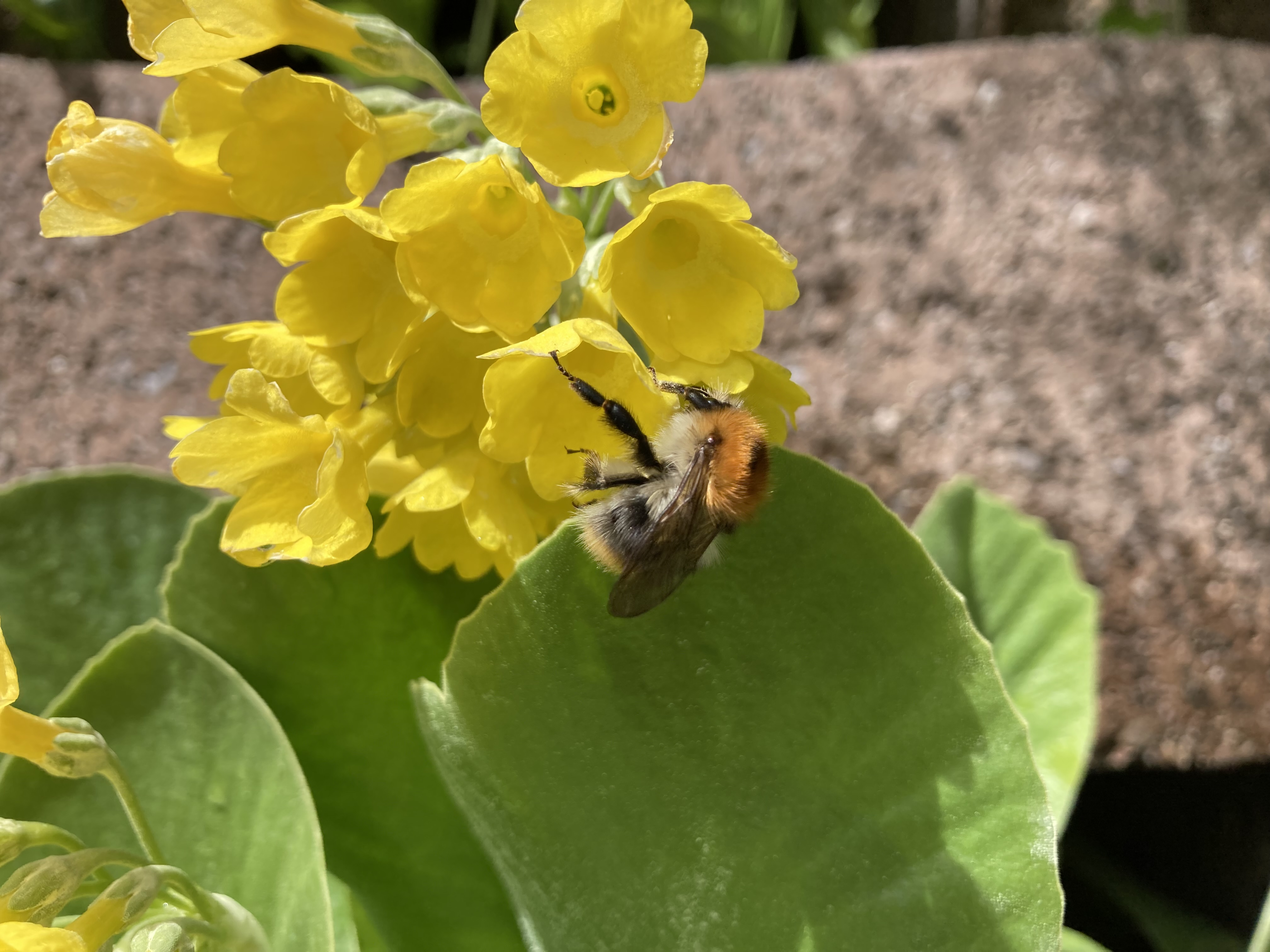
Hummel beim Bestäuben von Aurikel-Stock in privatem Alpenblumengarten in Seefeld in Tirol

Die Früchte breiten die Samen als Windstreuer und Regenschwemmlinge aus, auch Menschenausbreitung als Gartenpflanze kommt vor. Die Samen sind Licht- und Kältekeimer.

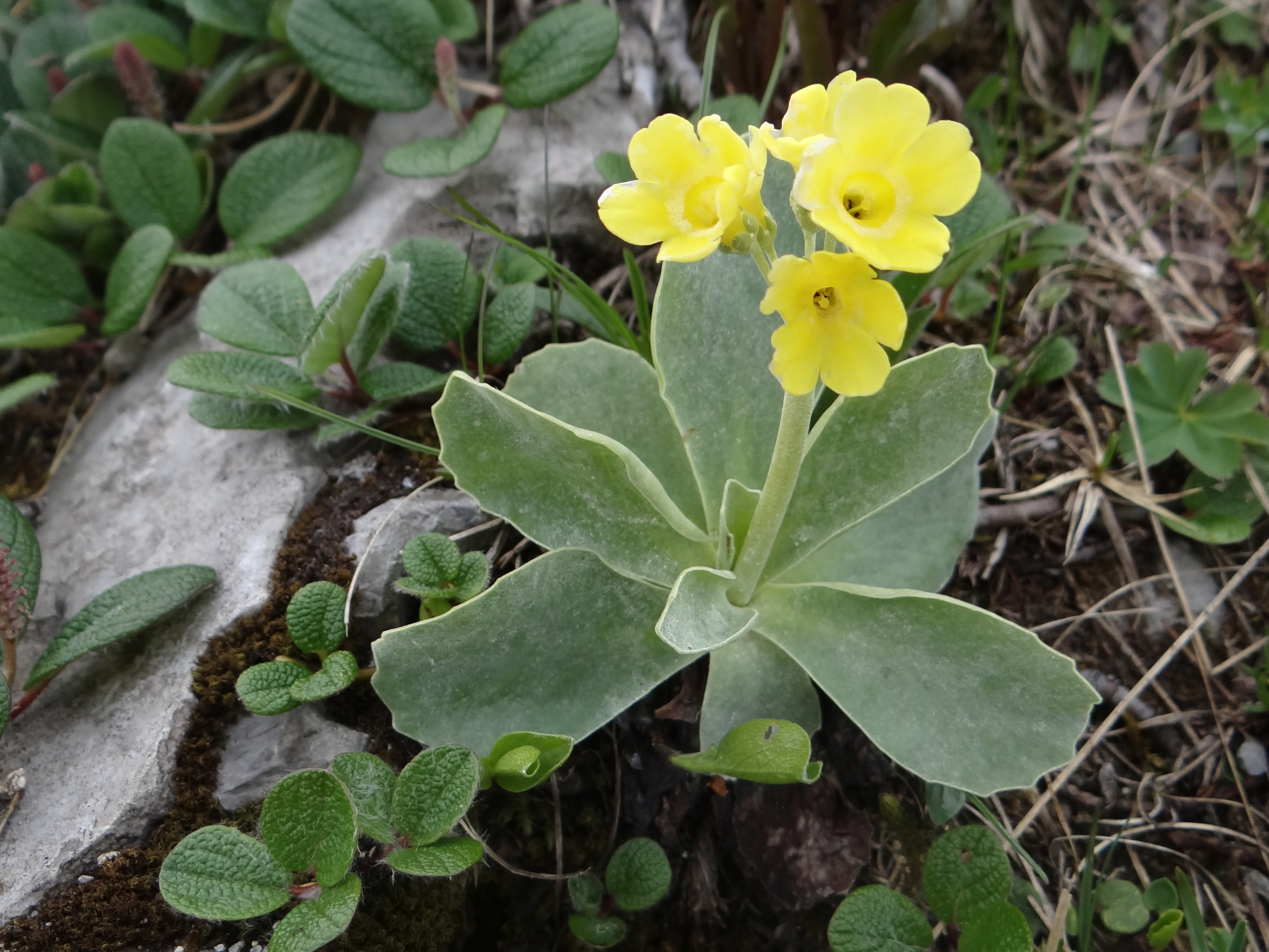
Aurikel (Primula auricula) im Tatra-Gebirge

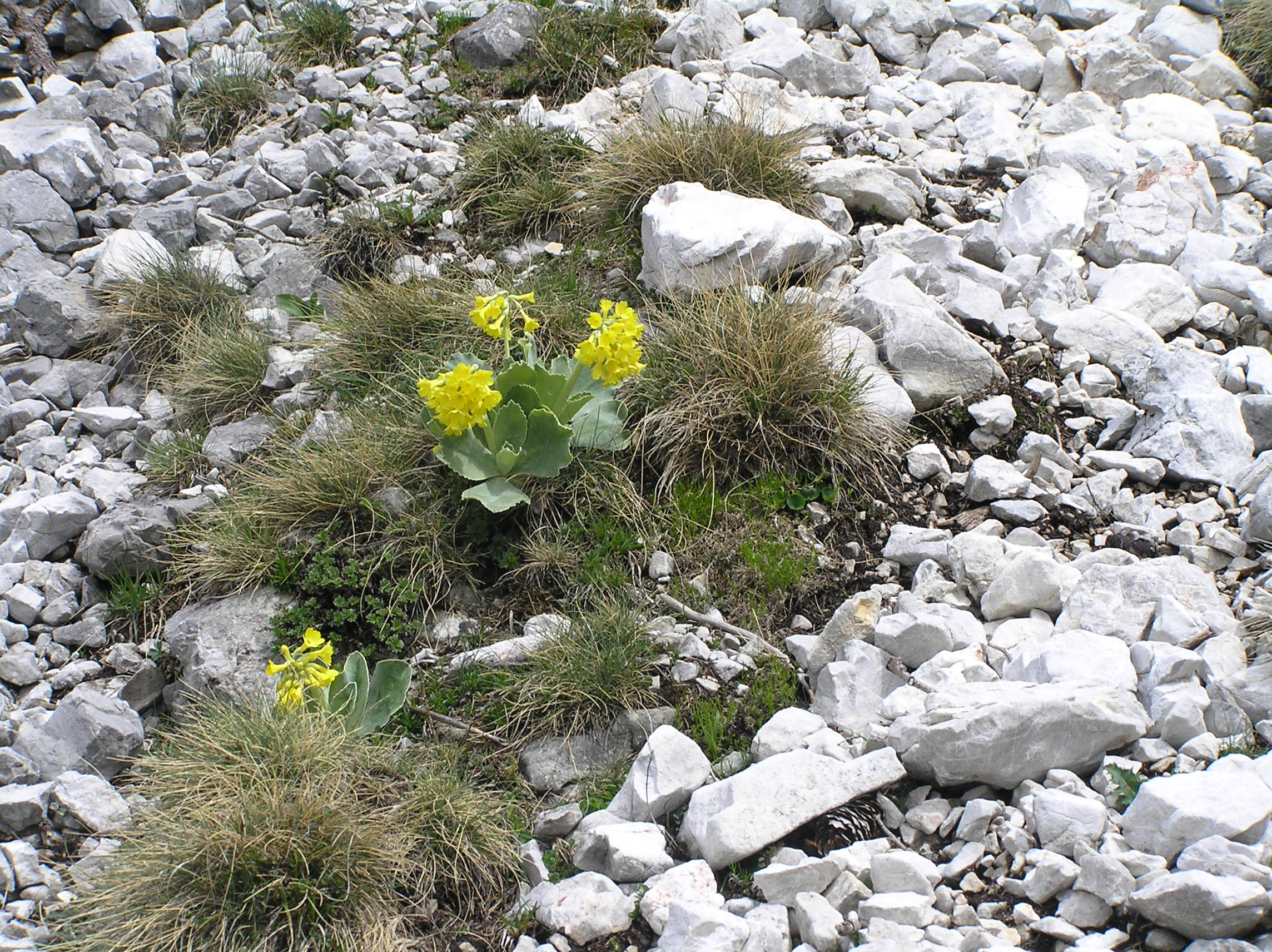
Aurikel (Primula auricula) im Habitat am Schneeberg in Niederösterreich

## Vorkommen
Das Verbreitungsgebiet der Aurikel umfasst die westlichen Nördlichen Kalkalpen einschließlich Jura, Schwarzwald und einiger Reliktstandorte im bayerischen Alpenvorland nördlich bis zur Donauenge bei Weltenburg sowie das Tatra-Gebirge. Sie kommt im östlichen Frankreich, in der Schweiz, in Liechtenstein, im südlichen Deutschland, im westlichen Österreich (Vorarlberg, Tirol), im südwestlichen Polen und in der Slowakei vor.
Die Aurikel ist von der Tallage bis in Höhenlagen von 2900 Metern (Rottalgrat bei der Jungfrau im Berner Oberland) anzutreffen. Häufige Standorte dieser kalksteten Pflanze sind kalkhaltige Matten, Felsspalten, Schutt und auch Polsterseggenrasen. Die Aurikel hat während der Eiszeiten Zuflucht in tieferen, geschützten Lagen gefunden.
Die Aurikel ist eine Charakterart des Verbands Potentillion caulescentis. Sie kommt aber auch in Pflanzengesellschaften des Verbands Cystopteridion, in Hochlagen auch in denen des Seslerion und in Tieflagen in denen des Molinion oder Erico-Pinion vor. In den Allgäuer Alpen steigt sie bis zu einer Höhenlage von 2250 Metern auf. Die Art ist in Deutschland durch die BArtSchV besonders geschützt.
Die ökologischen Zeigerwerte nach Landolt & al. 2010 sind in der Schweiz: Feuchtezahl F = 3+ (feucht), Lichtzahl L = 4 (hell), Reaktionszahl R = 5 (basisch), Temperaturzahl T = 1+ (unter-alpin, supra-subalpin und ober-subalpin), Nährstoffzahl N = 2 (nährstoffarm), Kontinentalitätszahl K = 3 (subozeanisch bis subkontinental).

## Systematik
Die Erstveröffentlichung von Primula auricula erfolgte 1753 durch Carl von Linné in Species Plantarum. Primula auricula gehört zur Untersektion Euauricula aus der Sektion Auricula in der Untergattung Auriculastrum innerhalb der Gattung Primula.
Primula auricula ist formenreich und es gibt je nach Autor einige Unterarten:
- Primula auricula L. subsp. auricula: die Pflanze ist nur am Kelch und am Schlund der Kronröhre bemehlt. Die Laubblätter sind verkehrt-eiförmig und werden bis 7 Zentimeter  breit, sie sind dick, lederig und weisen meist keinen knorpeligen Rand auf. Die Blüten sind geruchlos oder riechen nur schwach. Diese Unterart kommt in den Alpen, im Alpenvorland und im Jura vor.[1]
- Primula auricula subsp. bauhini (Beck) Lüdi: Sie kommt in Kroatien vor.[10]
- Primula auricula subsp. hungarica (Borbás) Soó: Sie kommt in Ungarn und in der Slowakei vor.[10]
- Primula auricula subsp. serratifolia (Rochel) Jáv.: Sie kommt in Serbien und in Rumänien vor.[10]
- Primula auricula subsp. tatriaca L.B.Zhang: die Pflanze ist auch auf den Laubblättern meist deutlich bemehlt. Die Laubblätter sind schmal verkehrt-eiförmig und werden nur bis 4 Zentimeter  breit, sie sind dick, lederig und weisen meist keinen knorpeligen Rand auf. Die Blüten riechen stark. Diese Unterart siedelt im Tatra-Gebirge.[1]
- Primula auricula subsp. widmerae (Pax) L.B.Zhang (Syn.: Primula auricula var. widmerae Pax): die Laubblätter sind lanzettlich und unbemehlt, sie sind sehr dünn, krautig, lang und dicht behaart[11] und weisen einen schmalen knorpeligen Rand auf. Diese Unterart kommt auf Gneis im südlichen Schwarzwald nur z. B. im Höllental vor.[1] Die Unterart ist benannt nach der Schweizer Botanikerin Elisabeth Widmer (1862–1952), einer Primula-Spezialistin, die die Ehefrau des berühmten Vererbungsforschers Carl Correns wurde.

Von Li-Bing Zhang und Joachim W. Kadereit werden nur anerkannt die Unterarten Primula auricula subsp. auricula, subsp. tatriaca und subsp. widmerae. Nicht mehr zu Primula auricula gehören die in den Süd- und Ostalpen, im Apennin, in Ungarn, in den Südwestkarpaten und auf der Balkan-Halbinsel vorkommenden Populationen, die 2004 als Primula balbisii Lehm. (Syn. Primula auricula subsp. balbisii (Lehm.) Nyman) abgetrennt wurden.

## Giftigkeit
Die Pflanzenteile sind giftig.
Hauptwirkstoffe sind in der Wurzel Saponine und 0,8 % Öl, hauptsächlich mit Paeoenol, Primin und Spuren von Estern, im Kraut Myrestin, Cyanin, 3’,4’-Dihydroxyflavon und Kämpferol, im Mehlstaub ein Flavon.
Pharmakologische Wirkungen: Primula auricula kann Dermatitis hervorrufen. Die bei Berührung auftretenden Erscheinungen werden anscheinend durch ein Allergen bewirkt und nicht durch eine Substanz, die etwas mit dem bekannten Primelgift ostasiatischer Arten, wie z. B. Primula obconica zu tun hat. Im Gegensatz zur Dermatitis durch Giftprimeln fehlt hier der Juckreiz, auch tritt bei wiederholter Einwirkung keine stärkere, sondern eine bedeutend schwächere Reaktion auf.